# Барсальнуна
Барсальнуна (шум. 𒁇𒊩𒉣𒈾 bar-sal-nun-na) — правитель шумерского города-государства Киш, упоминаемый в Царском списке как 17-й царь I династии Киша.
Сын Энменнуны, брат и наследник Мелам-Киши. В Царском списке его царствованию, как и всем ранним шумерским царям, приписывается неправдоподобная длительность — 1200 лет. Согласно тому же источнику, ему наследовал сын Симуг. Его имя на шумерском может означать «Овца принца». Барсал (𒁇𒊩) означает «овца».
| I династия Киша            |                |                 |
| Предшественник: Мелам-Киши | правитель Киша | Преемник: Симуг |